# Rogów Legnicki
Rogów Legnicki (niem. Rogau bei Leubus, po wojnie Rogów Lubiąski) – wieś w Polsce położona w województwie dolnośląskim, w powiecie legnickim, w gminie Prochowice.

## Podział administracyjny
W latach 1975–1998 miejscowość administracyjnie należała do województwa legnickiego.

## Zabytki
Do wojewódzkiego rejestru zabytków wpisany jest:
- zespół dworski, z XVIII/XIX w.:
  - dwór
  - park